# Paratomella
Paratomella är ett släkte av plattmaskar. Paratomella ingår i familjen Paratomellidae.
Kladogram enligt Catalogue of Life:
| Paratomella | \| \| Paratomella rubra \| \| \| \| \| \| Paratomella unichaeta \| \| \| \| |
|             | \| \| Paratomella rubra \| \| \| \| \| \| Paratomella unichaeta \| \| \| \| |
|             | Hesiolicium                                                                 |
|             |                                                                             |
|             | Paratomella rubra                                                           |
|             |                                                                             |
|             | Paratomella unichaeta                                                       |
|             |                                                                             |

|  | Paratomella rubra     |
|  |                       |
|  | Paratomella unichaeta |
|  |                       |